# Museo Retico
Il Museo Retico di Sanzeno è stato inaugurato nel 2003 a Sanzeno, in provincia di Trento.

## Caratteristiche
Il museo è situato  in località Casalini nel comune di Sanzeno (Val di Non – Trento), dove sorse l’abitato protostorico che fu il principale centro delle genti retiche di Anaunia. All’ingresso siete accolti dalla riproduzione in bronzo di una delle più sensazionali scoperte avvenute a Sanzeno: il karnyx, uno strumento musicale (un corno), alto 2 metri con padiglione a testa di cinghiale, usato in battaglia dai Celti, sicuramente entrati in contatto con i Reti di Sanzeno.
L'edificio, aperto al pubblico nel 2003, è interamente dedicato all’archeologia  della valle. Il percorso espositivo si avvolge a spirale risalendo una sorta di "pozzo del tempo", attraversando settori cronologici e tematici di particolare rilevanza: dai cacciatori-raccoglitori paleolitici alla diffusione del Cristianesimo, passando per i primi agricoltori neolitici, i metallurghi delle età del Rame, del Bronzo e del Ferro e i Romani. Largo spazio è riservato alle evidenze del popolo dei Reti, il cui nome ci viene dalle fonti romane. Nel museo di Sanzeno sono esposti in particolare i reperti dell’omonimo abitato, frequentato dal V sec.a.C. al VI sec.d.C., e quelli del luogo di culto di Cles loc. Campi Neri, dove i “roghi votivi” arsero dal III millennio a.C. fino al IV sec.d.C e presso i quali furono dedicate alle divinità migliaia di offerte, soprattutto ornamenti in bronzo. In prossimità del Museo ha inoltre inizio la passeggiata naturalistica che porta nell'affascinante gola del santuario di San Romedio. 
La struttura architettonica del museo è opera dell'architetto trentino Sergio Giovanazzi.
La struttura allestitiva è stata curata dall'architetto torinese Maurizio Buffa.
Testi e direzione scientifica sono a cura dell'Ufficio beni archeologici della Soprintendenza per i beni culturali di Trento.